# Satinangorakaninchen

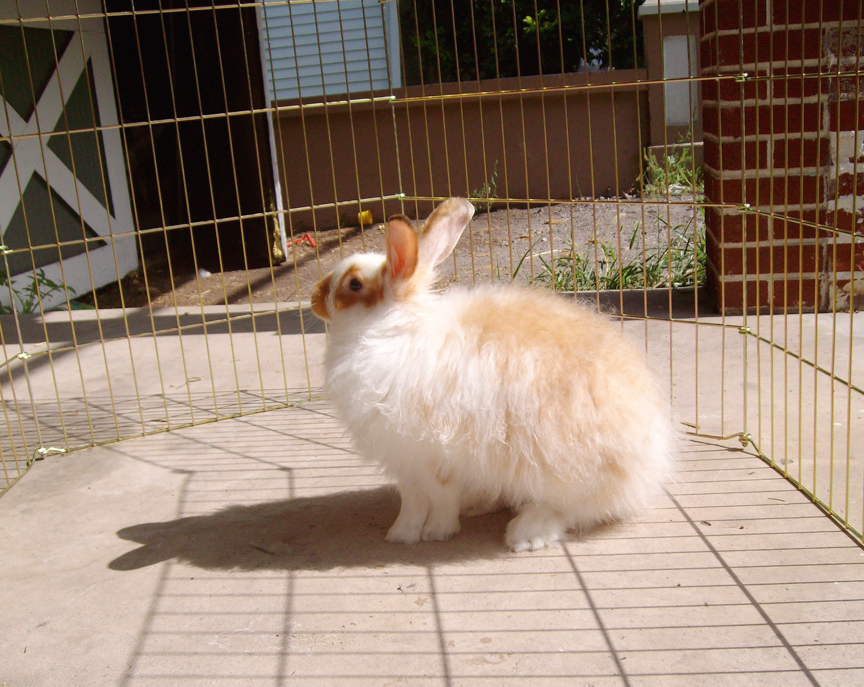
Satinangorakaninchen (2008)

Das Satinangorakaninchen ist eine mittelgroße, langhaarige Kaninchenrasse mit einem Gewicht von etwa 3,5–5,0 Kilogramm.

## Rassestandards
Der Deutsche Kaninchenzuchtverband erkennt das Satinangorakaninchen nicht als Rasse an, weil es nicht farbrein gezüchtet wird. In den USA gibt es seit 1987 einen offiziellen Rassestandard, Ausstellungen und Zuchtbewertungen.

## Merkmale
Satinangoras sind eher ruhig und sanft und beißen in der Regel nicht. Die notwendige Fellpflege lassen sie meist gelassen über sich ergehen.
Satinangoras haben einen walzenförmigen Körper und meist einen eher länglichen Kopf. An Gesicht, Ohren und Beinen ist das Fell stets kurz. Sie haben keine Puschel an den Ohren wie Angoras. Nur rund um den Körper, vor allem am Rücken, wächst das Haar sehr lang. Das Fäll glänzt, durch die Beschaffenheit ihrer Haare bricht sich das Licht ähnlich wie an Glas. Satinangoras gibt es in Farben und Variationen wie wildfarben, schwarz, rot, weiß, chinchilla, braun, blau, thüringer, siam, russisch, granne.

## Fellwechsel und Ertrag

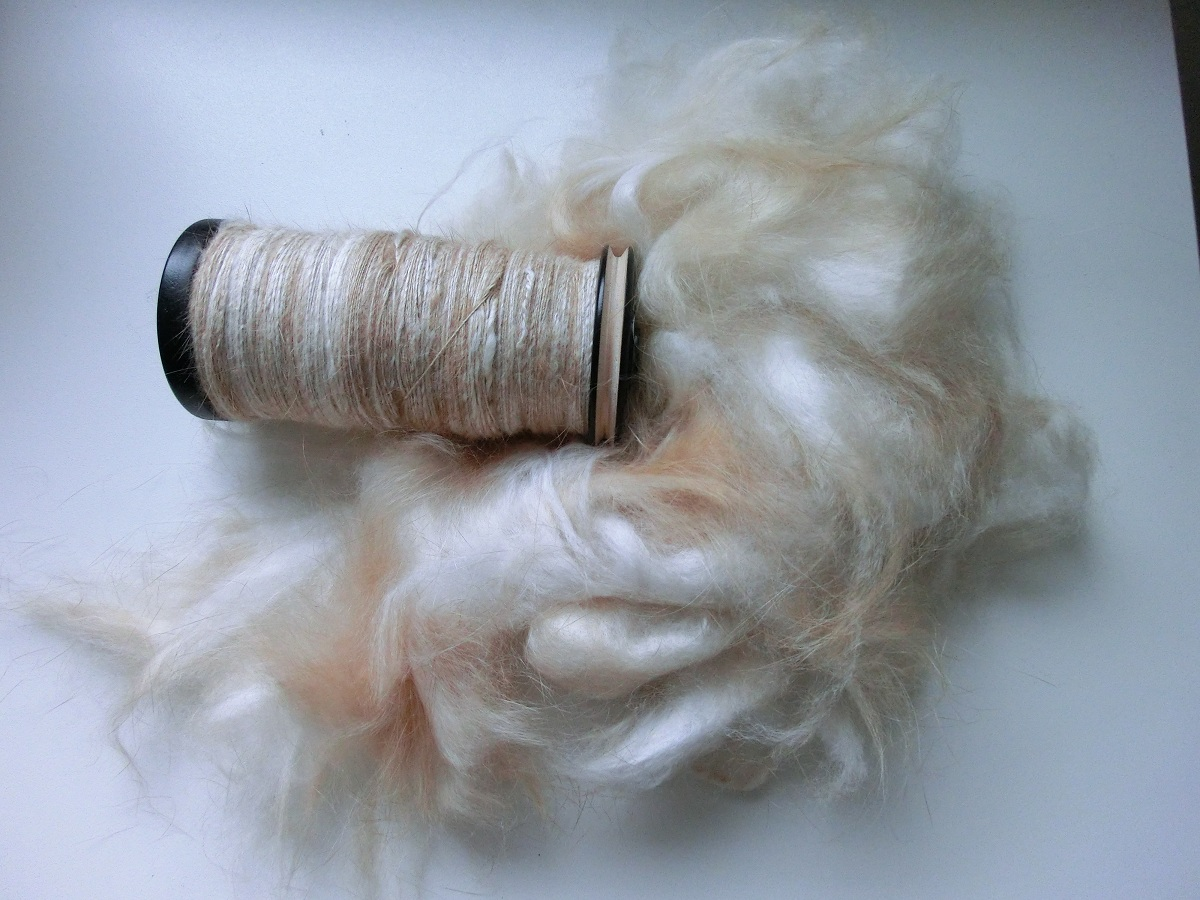
Haare und Garn vom Satinangorakaninchen

Bei dem Fell der Satinangoras handelt es sich um Fasern, die bis zu 10 Zentimetern lang werden können. Satinangoras haben kein endloswachsendes Haar wie die Angoras, sondern einen natürlichen Fellwechsel und müssen deshalb nicht geschoren werden. Dieser ist nicht jahreszeitengebunden und findet etwa viermal im Jahr statt. Das neue Haar schiebt durch sein Wachstum das alte, inzwischen leblose Haar mit hinaus, allerdings fällt es nicht von alleine ab. Das Kaninchen ist auf menschliche Hilfe angewiesen, die losen Haare zu entfernen, ansonsten verfilzen sie. Ist das neue Haar etwa ein bis zwei Zentimeter lang, kann man das alte Haar vorsichtig abzupfen.
Satinangoras produzieren im Jahr mehrere hundert Gramm Haare. In Preis und Qualität sind sie mit Kaschmir vergleichbar. Satinangorafasern sind beliebt bei Hobbyspinnerinnen und werden gerne für Handarbeiten verwendet.

## Geschichte
Satinangorakaninchen stammen von den französischen Angorakaninchen ab und sind durch eine Mutation entstanden. Gezüchtet wurden sie erstmals in Kanada und kamen von dort in die USA, wo sie seit 1987 als eigenständige Rasse anerkannt sind. Inzwischen sind sie auch in Europa verbreitet.